# Tour de Yorkshire 2016
Il Tour de Yorkshire 2016 fu la seconda edizione della corsa a tappe britannica, valida come evento del circuito UCI Europe Tour 2016. Fu vinto dal francese Thomas Voeckler in 13h05'16" alla media di 39,846 km/h, davanti all'irlandese Nicolas Roche e al francese Anthony Turgis.
Alla partenza da Beverley erano presenti 141 ciclisti dei quali 89 tagliarono il traguardo di Scarborough.

## Tappe
| Tappa  | Data      | Percorso                    | km    | Vincitore di tappa | Leader cl. generale |
| ------ | --------- | --------------------------- | ----- | ------------------ | ------------------- |
| 1ª     | 29 aprile | Beverley > Settle           | 187   | Dylan Groenewegen  | Dylan Groenewegen   |
| 2ª     | 30 aprile | Otley > Doncaster           | 136,5 | Danny van Poppel   | Dylan Groenewegen   |
| 3ª     | 1 maggio  | Middlesbrough > Scarborough | 198   | Thomas Voeckler    | Thomas Voeckler     |
| Totale | Totale    | Totale                      | 521,5 |                    |                     |

## Squadre e corridori partecipanti
| N.    | Cod. | Squadra                    |
| ----- | ---- | -------------------------- |
| 1-8   | SKY  | Team Sky                   |
| 11-17 | BMC  | BMC Racing Team            |
| 21-28 | DEN  | Direct Énergie             |
| 31-38 | WGN  | Team Wiggins               |
| 41-48 | OGE  | Orica-GreenEDGE            |
| 51-58 | DDD  | Dimension Data             |
| 61-68 | COF  | Cofidis, Solutions Crédits |
| 71-78 | ONE  | ONE Pro Cycling            |
| 81-88 | KAT  | Team Katusha               |

| N.      | Cod. | Squadra                     |
| ------- | ---- | --------------------------- |
| 91-98   | MGT  | Madison Genesis             |
| 101-108 | TLJ  | Team Lotto NL-Jumbo         |
| 111-116 | TGA  | Team Giant-Alpecin          |
| 121-128 | JLT  | JLT Condor                  |
| 131-138 | ROP  | Roompot Oranje Peloton      |
| 141-148 | NPC  | Team NFTO                   |
| 151-158 | TSV  | Topsport Vlaanderen-Baloise |
| 161-168 | GBR  | Selezione britannica        |

## Dettagli delle tappe

### 1ª tappa
- 29 aprile: Beverley > Settle - 187 km

Risultati
| Pos. | Corridore         | Squadra  | Tempo    |
| ---- | ----------------- | -------- | -------- |
| 1    | Dylan Groenewegen | Lotto NL | 5h09'11" |
| 2    | Caleb Ewan        | Orica    | s.t.     |
| 3    | Nikias Arndt      | Giant    | s.t.     |

| Pos. | Corridore         | Squadra  | Tempo    |
| ---- | ----------------- | -------- | -------- |
| 1    | Dylan Groenewegen | Lotto NL | 5h09'01" |
| 2    | Caleb Ewan        | Orica    | a 4"     |
| 3    | Nikias Arndt      | Giant    | a 6"     |

### 2ª tappa
- 30 aprile:Otley > Doncaster - 136,5 km

Risultati
| Pos. | Corridore         | Squadra  | Tempo    |
| ---- | ----------------- | -------- | -------- |
| 1    | Danny van Poppel  | Team Sky | 3h04'20" |
| 2    | Dylan Groenewegen | Lotto NL | s.t.     |
| 3    | Nikias Arndt      | Giant    | s.t.     |

| Pos. | Corridore         | Squadra  | Tempo    |
| ---- | ----------------- | -------- | -------- |
| 1    | Dylan Groenewegen | Lotto NL | 8h13'15" |
| 2    | Danny van Poppel  | Team Sky | a 6"     |
| 3    | Nikias Arndt      | Giant    | a 8"     |

### 3ª tappa
- 1 maggio: Middlesbrough > Scarborough - 198 km

Risultati
| Pos. | Corridore       | Squadra   | Tempo    |
| ---- | --------------- | --------- | -------- |
| 1    | Thomas Voeckler | Direct É. | 4h51'57" |
| 2    | Nicolas Roche   | Team Sky  | s.t.     |
| 3    | Adam Yates      | Orica     | a 9"     |

| Pos. | Corridore       | Squadra   | Tempo     |
| ---- | --------------- | --------- | --------- |
| 1    | Thomas Voeckler | Direct É. | 13h05'16" |
| 2    | Nicolas Roche   | Team Sky  | s.t.      |
| 3    | Anthony Turgis  | Cofidis   | a 16"     |

## Classifiche finali

### Classifica generale
| Pos. | Corridore            | Squadra   | Tempo     |
| ---- | -------------------- | --------- | --------- |
| 1    | Thomas Voeckler      | Direct É. | 13h05'16" |
| 2    | Nicolas Roche        | Team Sky  | s.t.      |
| 3    | Anthony Turgis       | Cofidis   | a 16"     |
| 4    | Adam Yates           | Orica     | a 17"     |
| 5    | Steven Kruijswijk    | Lotto NL  | a 21"     |
| 6    | Lars Petter Nordhaug | Team Sky  | a 52"     |
| 7    | Gianni Moscon        | Team Sky  | a 53"     |
| 8    | Nikias Arndt         | Giant     | a 1'13"   |
| 9    | Serge Pauwels        | Dimension | a 1'20"   |
| 10   | Dion Smith           | ONE       | a 1'21"   |

### Classifica a punti
| Pos. | Corridore         | Squadra  | Punti |
| ---- | ----------------- | -------- | ----- |
| 1    | Dylan Groenewegen | Lotto NL | 27    |
| 2    | Danny van Poppel  | Team Sky | 21    |
| 3    | Nikias Arndt      | Giant    | 19    |

### Classifica scalatori
| Pos. | Corridore       | Squadra   | Punti |
| ---- | --------------- | --------- | ----- |
| 1    | Nathan Haas     | Dimension | 7     |
| 2    | Richard Handley | ONE       | 7     |
| 3    | Nicolas Roche   | Team Sky  | 7     |

### Classifica miglior britannico
| Pos. | Corridore      | Squadra | Tempo     |
| ---- | -------------- | ------- | --------- |
| 1    | Adam Yates     | Orica   | 13h05'33" |
| 2    | Thomas Stewart | Madison | a 1'04"   |
| 3    | Mark Christian | Wiggins | a 1'48"   |

### Classifica a squadre
| Pos. | Squadra         | Tempo     |
| ---- | --------------- | --------- |
| 1    | Team Sky        | 39h17'46" |
| 2    | BMC Racing Team | a 5'52"   |
| 3    | Team Katusha    | a 9'09"   |